# 앤 레인킹

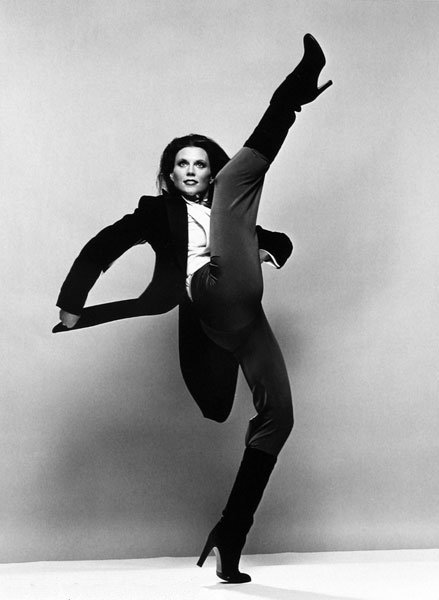
1981년 모습

앤 라인킹(Ann Reinking, 영어 발음: /ˈraɪn.kɪŋ/, 1949년 11월 10일 ~ 2020년 12월 12일)는 미국의 배우, 안무가, 무용가이다.
시애틀에서 태어났다.

## 출연 작품

### 영화
- 무비 무비 (1978, Movie Movie)
- 올 댓 재즈 (1979)
- 애니 (1982) - 그레이스 역
- 하나를 위한 삼중주 (1984, Micki & Maude)
- 춤추는 할리우드 - 뮤지컬의 역사 (2008, Hollywood Singing and Dancing: A Musical Treasure) - 본인 역

### 뮤지컬
- 시카고 (1977)